# Октавіян Мілетич
Октавіян Мілетич (хорв. Oktavijan Miletić; 1 жовтня 1902, Загреб — 17 серпня 1987, Загреб) — хорватський кінооператор і режисер. Його авангардна творчість у період з 1928 по 1945 роки залишається однією з основ хорватського кіно.

## Біографія
Мілетич був одним із засновників Загребського кіноклубу в 1928 році.
Мілетич брав участь у конкурсі аматорських фільмів у Парижі в 1933 році з його «Пословами консула Доргена» та здобув нагороду від Луї Люм'єра. Його фільм 1937 року «Шешир» став першим хорватським фільмом, знятим зі звуком. У Незалежній Державі Хорватія Мілетич зняв три фільми про культуру для німецького Tobis Film: Hrvatski kipari, Hrvatski seljački život і Agram, die Hauptstadt Kroatiens. Хоча всі три фільми спочатку вважалися втраченими, Даніель Рафаеліч виявив Hrvatski seljački život у Віденському кіноархіві в 2004 році, а в 2008 році виявив Agram, die Hauptstadt Kroatiens в німецькому кіноархіві.
У 1942 році Мілетич зняв фільм «Барок у Хорватії» про життя графа Янко Драшковича. 1944 року Мілетич зняв повнометражний фільм «Лісінський» про хорватського композитора Ватрослава Лісінського. Останні місяці Другої світової війни він провів, працюючи над збереженням фільмів хорватського державного інституту Hrvatski slikopis.
У 1967 році отримав премію Владимира Назора за життєві заслуги в кіномистецтві. Премію Октавіян щорічно присуджує Хорватська асоціація кінокритиків у рамках Днів хорватського кіно.